# Кировский район (Приморский край)
Ки́ровский райо́н — административно-территориальная единица (район) и муниципальное образование (муниципальный район) в Приморском крае России.
Административный центр — посёлок городского типа Кировский.

## История
Постановлением ВЦИК от 25 января 1935 года и президиума Дальневосточного крайисполкома от 23 марта 1935 года из части Шмаковского района был образован Успенский район с центром в селе Успенка.
В апреле 1935 года Успенский район был переименован в Кировский район.
В октябре 1939 года село Успенка было отнесено к категории рабочих посёлков с присвоением ему наименования рабочий посёлок Кировский.

## География
Кировский район располагается в центральной части Приморского края. Район находится на берегу реки Уссури. Он граничит на юге со Спасским и Яковлевским муниципальными районами, на востоке с Чугуевским муниципальным округом, на севере с Дальнереченским муниципальным районом и Лесозаводским городским округом, на западе с КНР.
Западная часть района — плоская заболоченная равнина, над которой местами возвышаются изолированные мелкосопочные массивы. Самая низкая точка — 64 м над уровнем моря, находится на северо-западе, на урезе реки Сунгача. Центральную часть района пересекает большая река Уссури. В центральную часть заходит среднегорный хребет Синий. Здесь находится высшая точка Кировского района — гора Золотая (945,6 м). В восточной части располагаются отроги Сихотэ-Алиня (хребты Холодный, Горбатый и др.) с высотами до 873,6 м — г. Круглая Сопка.
Район, несмотря на сравнительно благоприятные климатические условия, населён неравномерно. Леса занимают половину территории района.

## Климат
Климат умеренно-муссонный, с морозными зимами (в январе −25°…−45 °C) и жарким влажным летом (в июле 25—35 °C). В год выпадает 500—600 мм осадков, основная часть которых приходится на лето.

## Население
| 1926    | 1929    | 1931    | 1939    | 1959    | 1970    | 1979    | 1989    | 1992    |
| ------- | ------- | ------- | ------- | ------- | ------- | ------- | ------- | ------- |
| 32 461  | ↗38 141 | ↗40 600 | ↘18 888 | ↗19 597 | ↗24 012 | ↗25 219 | ↗29 516 | ↗30 200 |
| 2002    | 2004    | 2005    | 2006    | 2008    | 2009    | 2010    | 2011    | 2012    |
| ↘24 618 | →24 618 | ↘23 918 | ↘23 800 | ↘23 400 | ↘23 222 | ↘21 249 | ↘21 190 | ↘20 762 |
| 2013    | 2014    | 2015    | 2016    | 2017    | 2018    | 2019    | 2020    | 2021    |
| ↘20 444 | ↘19 926 | ↘19 611 | ↘19 268 | ↘19 008 | ↘18 683 | ↘18 342 | ↘18 021 | ↗18 150 |
| 2022    | 2023    | 2024    |         |         |         |         |         |         |
| ↘18 013 | ↘17 605 | ↘17 312 |         |         |         |         |         |         |

Национальный состав района по данным переписи населения 1939 года: русские — 54,6 % или 10 310 чел., украинцы — 42,7 % или 8069 чел.

### Урбанизация
В городских условиях (курортный посёлок Горные Ключи и пгт Кировский) проживают 69.02 % населения района.

## Муниципально-территориальное устройство
В Кировский муниципальный район входят 6 муниципальных образований, в том числе 2 городских поселения и 4 сельских поселений.
| № | Муниципальное образование           | Административный центр         | Количество населённых пунктов | Население (чел.) | Площадь (км²) |
| - | ----------------------------------- | ------------------------------ | ----------------------------- | ---------------- | ------------- |
| 1 | Горноключевское городское поселение | курортный посёлок Горные Ключи | 2                             | 4748             | 51,20         |
| 2 | Кировское городское поселение       | пгт Кировский                  | 12                            | 11 200           | 1083,69       |
| 3 | Горненское сельское поселение       | посёлок Горный                 | 1                             | 63               | 274,90        |
| 4 | Крыловское сельское поселение       | село Крыловка                  | 5                             | 603              | 319,23        |
| 5 | Руновское сельское поселение        | село Руновка                   | 6                             | 927              | 386,17        |
| 6 | Хвищанское сельское поселение       | село Хвищанка                  | 1                             | 145              | 104,88        |

В 2013 году Горненское городское поселение было преобразовано в Горненское сельское поселение.

## Населённые пункты
В Кировском районе 27 населённых пунктов, в том числе два посёлка городского типа и 25 сельских населённых пунктов.
| №  | Населённый пункт | Тип               | Население | Муниципальное образование           |
| -- | ---------------- | ----------------- | --------- | ----------------------------------- |
| 1  | Горные Ключи     | курортный посёлок | ↘4159     | Горноключевское городское поселение |
| 2  | Кировский        | пгт               | ↘7790     | Кировское городское поселение       |
| 3  | Авдеевка         | село              | ↘555      | Кировское городское поселение       |
| 4  | Антоновка        | село              | ↘202      | Руновское сельское поселение        |
| 5  | Архангеловка     | село              | ↘57       | Кировское городское поселение       |
| 6  | Афанасьевка      | село              | ↘77       | Руновское сельское поселение        |
| 7  | Большие Ключи    | село              | ↘116      | Крыловское сельское поселение       |
| 8  | Владимировка     | село              | ↘37       | Крыловское сельское поселение       |
| 9  | Горный           | посёлок           | ↗63       | Горненское сельское поселение       |
| 10 | Еленовка         | село              | ↘5        | Кировское городское поселение       |
| 11 | Комаровка        | село              | ↘413      | Руновское сельское поселение        |
| 12 | Краевский        | ж.д. рзд          | ↘0        | Руновское сельское поселение        |
| 13 | Крыловка         | село              | ↘343      | Крыловское сельское поселение       |
| 14 | Луговое          | село              | ↘187      | Кировское городское поселение       |
| 15 | Марьяновка       | село              | ↘317      | Крыловское сельское поселение       |
| 16 | Межгорье         | село              | ↘100      | Крыловское сельское поселение       |
| 17 | Ольховка         | село              | ↘229      | Кировское городское поселение       |
| 18 | Павло-Фёдоровка  | село              | ↘1205     | Кировское городское поселение       |
| 19 | Подгорное        | село              | ↗44       | Кировское городское поселение       |
| 20 | Преображенка     | село              | ↘418      | Кировское городское поселение       |
| 21 | Родниковый       | село              | ↘353      | Кировское городское поселение       |
| 22 | Руновка          | село              | ↘380      | Руновское сельское поселение        |
| 23 | Степановка       | село              | ↘130      | Руновское сельское поселение        |
| 24 | Увальное         | село              | ↘850      | Кировское городское поселение       |
| 25 | Уссурка          | село              | ↘541      | Горноключевское городское поселение |
| 26 | Хвищанка         | село              | ↗145      | Хвищанское сельское поселение       |
| 27 | Шмаковка         | село              | ↘594      | Кировское городское поселение       |

В 2013 году пгт Горный был переведён в категорию сельских населённых пунктов как посёлок.

## Местное самоуправление
Главой администрации Кировского района с 29 декабря 2017 года является Вотяков Игорь Иосифович.

## Экономика
Одной из важных статей бюджета района является санаторные и оздоровительные услуги. В районе расположены Шмаковские источники кальциево-магниевых минеральных вод, близких по составу к нарзану. В курортном посёлке Горные Ключи расположены 4 санатория: «Шмаковский военный санаторий», санаторий «Имени 50-летия Октября», санаторий «Жемчужина», санаторий «Изумрудный».
Другой важной статьёй бюджета района является сельское хозяйство. В Кировском районе — один из самых длинных в крае вегетационных периодов и одни из самых жарких летних температур.

## Достопримечательности
- Недалеко от Шмаковки расположен старейший на Дальнем Востоке Свято-Троицкий Николаевский мужской монастырь, закрытый в 1924 году, но восстановленный в постсоветское время.

## Герб

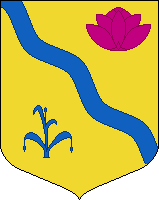
Герб Кировского муниципального района

Поле золотого щита волнистой лазоревой левой перевязью делится на две косые части: в верхней части — цветок лотоса натурального цвета, в нижней части — лазоревого цвета источник, бьющий из-под земли.
Юго-западная часть района (лесостепь и поля) сельскохозяйственного освоения, поэтому герб окрашен в золотой цвет — цвет солнца, хлеба, олицетворяющий тепло и процветание.
В верхнем левом углу изображен лотос, цветок, занесенный в «Красную книгу России». В районе множество мест, где он произрастает. Изображение лотоса символизирует уникальную природу Кировского района, которую нужно оберегать, красоту и величие природных богатств района.
В нижнем правом углу изображен источник минеральной воды «нарзан» — главного достояния Кировского района. Источник символизирует возрождение, чистоту.

## Известные люди
- Агапов, Иван Тимофеевич (1923—1990-е) — Герой Социалистического Труда (1966), первый секретарь Кировского райкома КПСС (1958—1967)
- Бондаренко, Дмитрий Никифорович (1921—1997) — полный кавалер ордена Славы из Хвищанки, почётный гражданин города Екабпилс (1969)
- Борисов, Сергей Тихонович (1935—2009) — Герой Социалистического Труда (1973), механизатор, звеньевой совхоза «Краснореченский», почётный гражданин района (2002)
- Пожарская, Ефросинья Яковлевна (1913—1992) — Герой Социалистического Труда (1948), телятница, c 1960-х проживала в селе Родниковое
- Приходько, Назар Ксенофонтович (1915—1984) — Герой Советского Союза (1943), танкист родом из Ольховки[41]
- Шестопалов, Фёдор Николаевич (1931—2007) — Герой Социалистического Труда (1971) родом из Преображенки, бригадир котельщиков-корпусников «Дальзавода», почётный гражданин Владивостока (1972)